# Аоки, Юсуке
Юсуке Аоки (яп. 青木佑輔, родился 19 июня 1983 года в Токио) — японский регбист, выступавший на позиции хукера, тренер в штабе клуба «Сантори Санголиат».

## Биография
В регби начал играть в возрасте 10 лет, был капитаном команды средней школы. В 2002 году поступил в университет Васэда, где играл за регбийную команду — его сестра также выступала в регбийной команде университета и была её тренером. С апреля 2006 года по 2018 годы выступал за команду «Сантори Санголиат».
За сборную Японии сыграл 30 игр и набрал 15 очков. Дебют состоялся 22 апреля 2007 года матчем против Южной Кореи. В 2007 году был заявлен на чемпионат мира во Франции, но не сыграл ни встречи. В 2011 году заявлен на чемпионат мира в Новой Зеландии, сыграл один матч против хозяев. Последний матч сыграл 9 ноября 2013 года против Шотландии.
Отличался точными бросками при розыгрыше коридоров.